# Temporada 1870-1871 del Liceu
La temporada 1870-1871 del Liceu va començar molt tard, ben entrat el mes de desembre, amb Rossini: Otello (encara molt popular) i Il conte Ory, que s'estrenava a Barcelona.
| Temporada 1870-1871 del Liceu |                   |                                                            |                   | |           |                                                 |
| Òpera                         | Compositor        | Director musical                                           | Director d'escena | Papers principals | Producció | Dates                                           |
| Otello                        | Gioachino Rossini |                                                            |                   | |           | desembre                                        |
| Il trovatore                  | Giuseppe Verdi    | Eusebi Dalmau (desembre), Federico Nicolai (febrer i març) |                   | Louis Merly, Ersilia Cortesi (desembre) / Carolina Briol-Nicolai (febrer i març), Filomena Llanes, Giulio Ugolini (desembre) / Francesco Steger (febrer i març), Agustí Rodas, Caterina Mas-Porcell |           | 16, 17, 28 març; 20 abril                       |
| Tutti in maschera             | Carlo Pedrotti    |                                                            |                   | Marina Mattioli Alessandrini, Azalina Bianco, Antonio Minetti, Gerolamo Spallazzi, Ercole Bargaglia, Pîetro Mattioli Alessandrini                                                                   |           | 14 de gener                                     |
| Il conte Ory                  | Gioachino Rossini |                                                            |                   | Angelica Peralta, Matilde Bartoletti Alessandrini, Marina Mattioli Alessandrini, Antonio Minetti, Agustí Rodas, Pietro Mattioli Alessandrini, Antonietta Ferrero                                    |           | 28 de gener                                     |
| Rigoletto                     | Giuseppe Verdi    | Eusebi Dalmau                                              |                   | Antonio Minetti, Louis Merly, Giulia Marziali-Passerini, Agustí Rodas, Azelina Bianco, Filomena Puigsegú, Ercole Bargaglia                                                                          |           | 22, 23, 26, 29 març / 15, 19 abril / 4, 20 maig |
| La favorita                   | Gaetano Donizetti | Eusebi Dalmau                                              |                   | Giuseppina Demi, Carlo Bulterini, Louis Merly, Agustí Rodas, Josep Gómez, Caterina Mas-Porcell |           | 25, 29, 31 maig                                 |
| Norma                         | Vincenzo Bellini  | Eusebi Dalmau                                              |                   | Carlo Bulterini, Agustí Rodas, Giulia Marziali-Passerini, Matilde Bartoletti-Mattioli, Caterina Mas-Porcell, Josep Gómez                                                                            |           |                                                 |
| Saffo                         | Giovanni Pacini   |                                                            |                   | Elvira Demi, Azalina Bianco, Carlo Bulterini, Agustí Rodas, Raffaele Marconi |           | maig                                            |